# شمال أمريكا
شمال أمريكا هي منطقة تقع في أقصى شمال الأمريكتين، تتضمن دول كندا، الولايات المتحدة، غرينلاند، برمودا، وسان بيار وميكلون.

## أصل سكانها

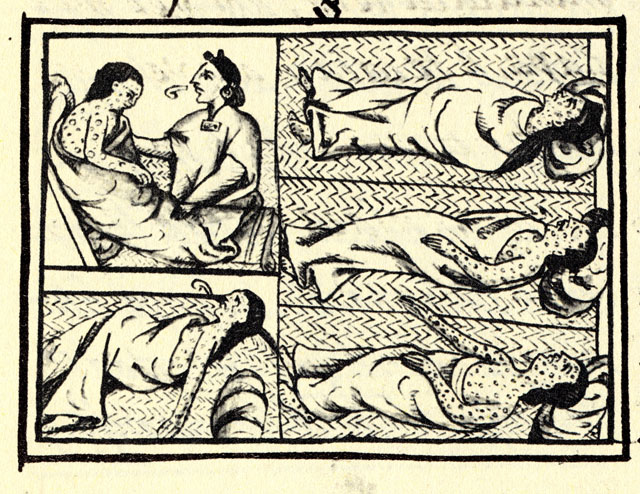
رسم مصاحب لأحد كتب القرن السادس عشر الميلادي، يمثل هنوداً من قبائل الناهوا يعانون من الجدري

قارة قطنها الأمريكيون الأوائل الذين نزحوا عبر ممر أرضي كان بمضيق بيرنج بشمال شرق سيبيريا إلى القارة منذ 10 آلاف سنة قبل انحصار العصر الجليدي الأخير. واستوطنوها منذ آلاف السنين قبل أن يستعمرهم الأوربيون بعد اكتشاف العالم الجديد في القرن 15. وكان هذا الممر وقتها يربط شمال غرب أمريكا الشمالية بشمال شرق آسيا.واستطاعوا تسخير المصادر الطبيغية وتأقلموا مع المناخ والأرض التي كانوا يعيشون بها. وخلال آلاف السنين أقاموا لهم ثقافاتهم وحضارتهم بشمال شرق القارة.فاستعملوا أخشاب الغابات في بناء بيوتهم وصنع قواربهم (الكانو) من جذوع الأشجار وآلاتهم الخشبية. وفي جنوب غرب الصحراء زرعوا الذرة وبنوا بيوتهم من طابقين من الطوب اللين أو المجفف في الشمس. وفي المنطقة القطبية الشمالية مارسوا صيد الأسماك والحيوانات.وبين مئات الجماعات التي عاشت نفس ألأمريكان المستوطنين كونوا لكل مجموعة نظامها العشائري والسياسي ونموذج الملابس والأطعمة واللغة والفنون ونماذج موسيقية ومعتقداتها الفلسغية والدينية الخاصة.

وكانت لهم سمات ثقافية تشيه ما هو موجود في مجتعات أخرى بالعالم القدبم من بينها إلإرتباط بالأرض التي يعيشون فيها. ولما استعمرهم الأوربيون في القرن 15واجهوا تحديات كبيرة. فبعضهم تعايش وتبادل التجارة معهم واستوعبوا تقنياتهم. لكن الأوربيين استولوا علي أراضيهم وكانوا يبيدونهم في كندا والولايات المتحدة.

وكانت هذه القبائل يطلق عليها قبائل أوننداجو وموهاك وشيروكي. وكلهم كان يطلق عليهم الهنود الأمريكان (الهنود الحمر). وفي كندا يطلق عليهم شعب أبورجينال aboriginal people عادة. ولما وصل كريستوفر كولومبس عام 1492 أرضهم كان عددهم من 40 – 90 مليون. ولما جاء الأسبان وجدوا 50 قبيلة هندية في الغرب بما فيها شعب بيبلو Pueblo وكومانش Comanche وبيمان Piman ويمان Yuman لغاتهم متنوعة. وجلب الأوربيون معهم الأمراض عن طريق الحرب البيلوجية كالجدري والحصبة والطاعون والكوليرا والتيفويد والدفتريا والسعال الديكي والملاريا وبقية الأوبئة التي كانت تحصد الوطنيين الأصلبيين.
وتقسم حضارة أمريكا الشمالية وشمال المكسيك إلى حضارات جنوب شرق وشمال شرق وجنوب غرب كاليفورنيا والحوض الكبير. وكان سكان شمال أمريكا يعتقدون أنهم جزء من العالمين الروحي والطبيعي. وكانت أعيادهم مرتبطة بمواسم الحصاد والزراعة. وكانوا يمارسون الرسم الملون علي الرمل باستخدام المساحيق الطبيعية الملونة. وكانت قبائل بيبلو تصنع نساؤهم الفخار المصقول من الطمي الملون بالزخارف الهندسية.
واشتهر هنود جنوب غرب بصنع السلال. وكان هنود كاليفورنيا مشهورين بصنع المشغولات من الحجر وقرون الحيوانات والأصداف والخشب وخزف وكانوا ينسجون ملابسهم من الأعشاب ولحاء الشجر والجذور النباتية وسيقان الغاب.وصنعوا الحصير والأواني وكان الجاموس الوحشي له أهميته بالنسبة للهنود الحمر لأنهم كانوا يصنعون من جلوده الخيام والسروج والسياط والأوعية والملابس والقوارب. وكانوا يصنعون من عظامه السهام وأسنة الرماح والحراب والأمشاط والخناجر وإبر الخياطة. ويصنعون من قرونه الأبواق والأكواب ومن حوافره الغراء ولم يستأنسوا الجاموس الوحشي كما فعل الإنسان البدائي في آسيا وأفريقيا. وكانوا يصطادونه بالسهام ويتعقبون آثار قطعانه عندما تكون في مراعيها أو تقترب لمصادر المياه لتشرب منها. لهذا أجادوا علم القيافة واقتفاء الأثر. 

وكانوا يعرفون اسم القبيلة من أثرها ويحصون عدد أفرادها ووجهتهم ولاسيما بعد إغارتهم عليهم. لهذا كانوا يحددون أقصر الطرق للحاق بهم وأسرعها لتعقبهم واللحاق بهم والانتقام منهم.وكان سكان المدن لايسلمون من غارات الرعاة. وكانوا يحرقونها ويدمرونها. وكان الهنود الآباش يتجهون من الشمال الأمريكي إلى الجنوب حيث ممالك المايا والتولتك يخربوها ويحرقوها. وكانوا يجيدون الكر والفر في القتال. 

وكانت القبائل الهندية أعرافها وتقاليدها تشيه ما كان سائدا في القبائل الرعوية الرحل في بقية العالم القديم.وكانت هذه الأعراف شفاهية. فمن كان يستأجر بقبيلة أجارته حتي ولو كان عدوا لها وتركته لحال سبيله. ولايقتل الأطفال أو النسوة أثناء القتال. ولا يقاتلون بالليل. وكان الإنسان الأول بأمريكا الشمالية يعيش في الكهوف أثناء العصر الحجري. وكان يزخرفها بصوره وصور الحيوانات. وكان يجلخ بالحجر لصنع حرابه ويصقل به سكاكينه وسهامه. وكان يصنع بيديه الفخار. وظهرت بأمريكا الشمالية حضارة بوبلو التي نسجت القطن وأقامت البيوت من عدة غرف من بينها غرفة تحت الأرض ليمارس فيها الطقوس الدينية. وصنعت تماثيل المرمر والبلاط النحاسية وعقود من الأصداف. وكان يصنع بها الفخار من خليط الطين مع الألياف النباتية والأواني المزخرفة بأشكال هندسية حول الحواف.وكانت المدن قد شيدت في شرق أمريكا الشمالية حيث كانت التجارة. وكانت تلني فيها القري البسيطة وكل قرية كانت تتكون من بيتين أو خمسة بيوت خشبية ودائرية قطرالبيت 30قدم. وكانوا يدفنون موتاهم في شق تحت تل صغير. وكانت المقابر مزينة. 
وكانت الملابس من جلود أو شعر الحيوانات أو من ألياف النباتات. وكانت تزين بالريش والخرز وصفائح النحاس قي شكل هندسي. وكانت بها المعابد التلية بها سلم وكانت حولها القرى. وهناك ظهرت حضارة أدنا (800ق.م. –700ق.م.) في وادي نهر المسيسبي وجضارة هوبول (400ق.م. – 400 م.) في الجانب الشرقي منه بجنوب شرق أمريكا الشمالية. وكلا الحضارتين كانتا متماثلتين. و جنوب غرب الولايات المتجدة الأمريكية شهد حضارة صناع السلال (100ق.م. –100م.). وكانت البيوت وقتها من غرفة واحدة من الطبن وبقايا الشجر. وكانوا يعيشون بالكهوف أو يدفنون موتاهم بها. وكانوا يعيشون علي صيد الغزلان والسناجب والأرانب أو الكلاب البرية. وكانوا يمسكونها بالأيدي أو الشباك، كانوا يصنعون الحقائب والصنادل من ألياف النباتات. ثم بعد سنة 700ق.م. بنوا البيوت من الحجارة ونسجوا القطن. كما ظهرت حضارة النحاس وحضارة الصيادين بالبر والبحر ولاسيما حول البحيرات الكبري بكندا والولايات المتحدة الأمريكية. 
وكانوا بصنعون من النحاس آلاتهم بطرقه علي الساخن أو البارد. لكنهم لم يعرفوا طريقة صهره ولا كيفية صبه قي القوالب كما كان متبعا في العالم القديم منذ سنة 1500 ق.م.وحول نهر اللينوي ترك الهنود الشماليون آثارهم التي يربجع تاريخها مابين سنة 3500ق.م. و2500ٌ.م. وهب عبارة عن سكاكين عظمية وأنسجة قطنية سميكة. وقرب بحيرة لاموكا وجدت مكاشط ومطارق حجرية وأخشاب محفورة. وكانوا لايعرفون صهر النحاس وصيه. لهذا كانت المشغولات النحاسية بالطرق لصنع السكاكين ونصال الرماح. وكانوا بصنعون الحلقان من الأصداف ويتزينون بالأحجار الكريمة. وبصفة عامة لم تكن الحضارة الأمريكية تسير بإيقاع سريع أو متنام كما كانت في بقية العالم القديم حيث شهد الحضارات الكبري التاريخية. وكان الهنود الحمر يعيشون في غابات كندا علي جمع الثمار وصيد السمك. وكان لهم سمات خاصة ويحتفظون بنظام ثقافة ولغات خاصة بهم وكانت مستمدة من حضارة المايا.